# Tipula tenuilobata
Tipula tenuilobata är en tvåvingeart som beskrevs av Alexander 1940. Tipula tenuilobata ingår i släktet Tipula och familjen storharkrankar. Inga underarter finns listade i Catalogue of Life.